# Botanie Mountain
Botanie Mountain är ett berg i Kanada.   Det ligger i provinsen British Columbia, i den södra delen av landet, 3 400 km väster om huvudstaden Ottawa. Toppen på Botanie Mountain är 2 077 meter över havet, eller 860 meter över den omgivande terrängen. Bredden vid basen är 15,0 km.
Terrängen runt Botanie Mountain är bergig åt sydväst, men åt nordost är den kuperad.Trakten runt Botanie Mountain är nära nog obefolkad, med mindre än två invånare per kvadratkilometer.. Närmaste större samhälle är Lytton, 15,0 km söder om Botanie Mountain.
I omgivningarna runt Botanie Mountain växer i huvudsak barrskog.